# Мечищівський
Мечищівський (пол. Mieczyszczówski potok) — струмок в Україні у Тернопільському районі Тернопільської області. Правий доплив струмка Монастирського (басейн Дністра).

## Опис
Довжина струмка приблизно 3,53 км, найкоротша відстань між витоком і гирлом — 3,35  км, коефіцієнт звивистості річки — 1,05 . Формується декількома струмками.

## Розташування
Бере початок на південно-західній околиці села Мечищів. Тече переважно на північний схід через село і впадає у струмок Монастирський, правий доплив річки Золотої Липи.